# Вулиця Миколи Костомарова (Київ)
Ву́лиця Миколи Костомарова — вулиця в Печерському районі міста Києва, місцевість Звіринець. Пролягає від вулиці Професора Підвисоцького до вулиці Кахи Бендукідзе.

## Історія
3 червня 2021 року Київська міська рада найменувала проїзд від вулиці Професора Підвисоцького до житлового комплексу «Новопечерські Липки» на честь українського історика, поета Миколи Костомарова.
Усі будівлі що розташовуються на вулиці відносяться до вулиці Професора Підвисоцького.